# Power in the Blood
Power in the Blood è il terzo album in studio del gruppo musicale britannico Alabama 3, pubblicato nel 2002.

## Tracce
Tutte le tracce sono composte dagli Alabama 3, eccetto dove indicato.
1. Two Heads - 1:07
2. Power in the Blood - 4:46
3. Reachin' - 4:09
4. Woody Guthrie - 4:17
5. Year Zero - 4:23
6. The Devil Went Down to Ibiza - 2:51
7. Strobe Life - 6:12
8. R.E.H.A.B. - 3:52
9. The Moon has Lost the Sun - 3:47
10. Let the Caged Bird Sing- 2:34
11. Yellow Rose - 4:55
12. Bullet Proof - 3:55
13. Badlands (Bruce Springsteen) - 0:47
14. Lord Have Mercy - 6:13
15. Come on Home - 1:20